# Lipomyces lipofer
Lipomyces lipofer är en svampart som först beskrevs av Den Dooren, och fick sitt nu gällande namn av Lodder & Kreger-van Rij ex Slooff 1970. Lipomyces lipofer ingår i släktet Lipomyces och familjen Lipomycetaceae.   Inga underarter finns listade i Catalogue of Life.